# Pennadam
Pennadam là một thị xã panchayat của quận Cuddalore thuộc bang Tamil Nadu, Ấn Độ.

## Địa lý
Pennadam có vị trí 11°24′B 79°14′Đ / 11,4°B 79,23°Đ Nó có độ cao trung bình là 54 mét (177 feet).

## Nhân khẩu
Theo điều tra dân số năm 2001 của Ấn Độ, Pennadam có dân số 17.142 người. Phái nam chiếm 51% tổng số dân và phái nữ chiếm 49%. Pennadam có tỷ lệ 65% biết đọc biết viết, cao hơn tỷ lệ trung bình toàn quốc là 59,5%: tỷ lệ cho phái nam là 73%, và tỷ lệ cho phái nữ là 56%. Tại Pennadam, 11% dân số nhỏ hơn 6 tuổi.